# Jakow Borissowitsch Skomorowski
Jakow Borissowitsch Skomorowski (russisch Яков Борисович Скоморовский; * 19. August 1889 in Cherson; † 4. Juli 1955 in Leningrad, UdSSR) war ein sowjetischer Trompeter, Jazzmusiker, Dirigent und Lehrer.

## Biographie
Seine musikalische Grundausbildung absolvierte der in der ukrainischen Stadt Cherson geborene Jakow Skomorowski an der Musikschule in Odessa. 1912 schloss er sein Studium am St. Petersburger Konservatorium mit Auszeichnung ab. Während der Russischen Revolution und der daran anschließenden NEP-Ära arbeitete er als Trompeter beim Theater sowie beim Leningrader Opernorchester. Ende der 1920er spielte Skomorowski in ersten Jazz-Ensembles. Ebenso wie die Orchester von Alexander Zfasman und Leonid Utjossow bedienten auch diese Formationen das Bedürfnis der großstädtischen Tanzcafé-, Bar- und Restaurantbesucher nach swingenden, modernen Tönen. Nach einem kurzen Gastspiel 1929 in Utjossows Orchester gründete Skomorowski seine eigene Band. 1932 erfolgte die erste Schallplattenaufnahme. Nach einem Engagement in der Leningrader Music Hall im Jahr 1934 stellte Jakow Skomorowski eine Kombo zusammen, die für das Restaurant des Evropeiskaja Hotels spielte. Mittlerweile auch in Moskau bekannt, erhielt seine Formation Ende des Jahres ein Engagement im neu eröffneten Hotel Moskwa. Zeitzeugen zufolge war die Nachfrage nach seiner Musik so groß, dass es unmöglich war, einen Tisch zu bekommen, wenn Skomorowski spielte.
Ungeachtet seines Erfolgs konstatierten Kenner und Musikliebhaber der Gruppe diverse musikalische Mängel – vor allem eine schlechte Hand beim Engagieren guter Solisten. Der US-amerikanische Botschafts-Mitarbeiter und Jazz-Gitarrist George F. Kennan etwa war der Meinung, dass Skomorowskis Formation „zu laut, zu schnell und in der Rhythmik zu holprig“ spiele. Beim jüngeren sowjetischen Publikum hingegen galt die Gruppe als reputable Swingband und sicherte sich eine begeisterte Anhängerschaft. Der Erfolg der sowjetischen Jazz-Stars zahlte sich auch finanziell aus: Während ein Musikkonservatoriumslehrer etwa 200 bis 250 Rubel im Monat verdiente, kamen Bandleader wie Skomorowski, Utjossow oder Zfasman monatlich auf mehrere zehntausend, die Mitglieder ihrer Ensembles auf circa 5000. Weniger bekannte Musiker hingegen mussten Mitte der 1930er Zweitjobs annehmen, um über die Runden zu kommen. Der nach Großbritannien emigrierte deutsche Dirigent Heinz Unger, der in den späten 1930ern Leningrad besuchte, äußerte sich verwundert: „Wie ist es nur möglich, ein Orchester aufzubauen oder die Spielqualität zu verbessern, wenn die Musiker immer todmüde sind?“
Im Verlauf der 1930er spielten Skomorowski und seine Band die Filmmusiken einer Reihe erfolgreicher sowjetischer Filme ein – darunter Wolga, Wolga und Zirkus. Zusammen mit den beiden anderen großen Orchestern gelang es Skomorowski und seiner Formation, die Kampagnen gegen die westliche Jazzmusik 1936 sowie die Säuberungen im kulturellen Bereich zu überstehen. 1941 bis 45 leitete Skomorowski das Jazzorchester der sowjetischen Marine. Nach dem Krieg, von 1951 bis 1954, kurz vor seinem Tod, unterrichtete er an der nach dem Komponisten Rimski-Korsakow benannten Musikschule der Marine.